# Partula imperforata
Partula imperforata foi uma espécie de gastrópodes da família Partulidae.
Foi endémica da Polinésia Francesa.